# Kračevec
Kračevec falu Horvátországban Varasd megyében. Közigazgatásilag Visoko községhez tartozik.

## Fekvése
Varasdtól 25 km-re délre, községközpontjától 2 km-re nyugatra  fekszik.

## Története
A falunak 1857-ben 235, 1910-ben 167 lakosa volt. 1920-ig Varasd vármegye Novi Marofi járásához tartozott. 2001-ben a falunak 38 háztartása és 135 lakosa volt.

## Külső hivatkozások
- Visoko község hivatalos oldala